# Marki
Marki é um município da Polônia, na voivodia da Mazóvia e no condado de Wołomin. Estende-se por uma área de 26,03 km², com 32 146 habitantes, segundo os censos de 2017, com uma densidade de 1235 hab/km².